# Dakota (llengua)
Dakota (també dakhota) és una llengua siouan parlada per les tribus dakotes de la Gran Nació Sioux. El dakota està estretament relacionat i és mútuament intel·ligible amb el lakota.

## Dialectes
El dakota té dos principals dialectes cadascun amb dos subdialectes (amb variacions menors, però):
1. Dakota oriental (també Santee-Sisseton o Dakhóta)
  - Santee (Isáŋyáthi: Bdewákhaŋthuŋwaŋ,[3] Waȟpékhute)
  - Sisseton (Sisíthuŋwaŋ, Waȟpéthuŋwaŋ)
2. Dakota occidental (també Yankton-Yanktonai o Dakȟóta/Dakhóta, i classificat erròniament durant força temps com a “nakota”[4])
  - Yankton (Iháŋktȟuŋwaŋ)
  - Yanktonai (Iháŋktȟuŋwaŋna)
    - Alt Yanktonai (Wičhíyena)

Els dos dialectes difereixen fonològicament, gramaticalment, i en gran manera, també lèxicament. Són mútuament intel·ligibles en un alt grau, encara que el dakota occidental és lèxicament més a prop del lakota amb la que té una major intel·ligibilitat mútua.

## Sistemes d'escriptura
Per veure una taula comparativa dels diferents sistemes d'escriptura concebuda amb el temps per a les parles sioux, vegeu la secció específica de l'article llengua sioux.

## Fonologia

### Vocals
El dakota té cinc vocals orals, /a e i o u/, i tres vocals nasal, /aŋ iŋ uŋ/.
|         |       | Frontal | Central | Posterior |
| ------- | ----- | ------- | ------- | --------- |
| Alta    | oral  | i       |         | u         |
| Alta    | nasal | iŋ      |         | uŋ        |
| mitjana |       | e       |         | o         |
| Baixa   | oral  |         | a       |           |
| Baixa   | nasal |         | aŋ      |           |

### Consonants
|            |            | Labial (itzada) | Dental/ Alveolar | Palatal (itzada) | Velar/ Uvular   | Glotal |
| ---------- | ---------- | --------------- | ---------------- | ---------------- | --------------- | ------ |
| Nasal      | Nasal      | m [m]           | n [n]            |                  |                 |        |
| Oclusiva   | aspirada   | ph [pʰ] pȟ [pˣ] | th [tʰ] tȟ [tˣ]  | čh [ʧʰ]          | kh [kʰ] kȟ [kˣ] |        |
| Oclusiva   | Sorda      | p [p]           | t [t]            | č [ʧ]            | k [k]           | ’ [ʔ]  |
| Oclusiva   | ejectiva   | p’ [pʔ]         | t’ [tʔ]          | č’ [ʧʔ]          | k’ [kʔ]         |        |
| Oclusiva   | sonora     | b [b]           | d [d]            |                  | g [ɡ]           |        |
| Fricativa  | sorda      |                 | s [s]            | š [ʃ]            | ȟ [χ]           |        |
| Fricativa  | ejectiva   |                 | s' [sʔ]          | š’ [ʃʔ]          | ȟ’ [χʔ]         |        |
| Fricativa  | sonora     |                 | z [z]            | ž [ʒ]            | ǧ [ʁ]           |        |
| Aproximant | Aproximant | w [w]           |                  | y [j]            |                 | h [h]  |

## Comparació entre dialectes

### Diferències fonològiques
Pel que fa a la fonologia del dakota oriental i occidental difereixen sobretot en els grups de consonants. La següent taula mostra els possibles grups de consonants i mostra les diferències entre els dialectes:
| Grups de consonants dakota | Grups de consonants dakota | Grups de consonants dakota | Grups de consonants dakota | Grups de consonants dakota | Grups de consonants dakota | Grups de consonants dakota | Grups de consonants dakota | Grups de consonants dakota | Grups de consonants dakota | Grups de consonants dakota |
|                            |                            |                            |                            |                            |                            |                            |                            | Santee Sisseton            | Yankton                    | Yanktonai                  |
| b                          | ȟ                          | k                          | m                          | p                          | s                          | š                          | t                          | h                          | k                          | g                          |
| -------------------------- | -------------------------- | -------------------------- | -------------------------- | -------------------------- | -------------------------- | -------------------------- | -------------------------- | -------------------------- | -------------------------- | -------------------------- |
| bd                         | ȟč                         | kč                         | mn                         | pč                         | sč                         | šk                         | tk                         | hm                         | km                         | gm                         |
|                            | ȟd                         | kp                         |                            | ps                         | sk                         | šd                         |                            | hn                         | kn                         | gn                         |
|                            | ȟm                         | ks                         |                            | pš                         | sd                         | šb                         |                            | hd                         | kd                         | gd                         |
|                            | ȟn                         | kš                         |                            | pt                         | sm                         | šn                         |                            | hb                         | kb                         | gb                         |
|                            | ȟp                         | kt                         |                            |                            | sn                         | šp                         |                            |                            |                            |                            |
|                            | ȟt                         |                            |                            |                            | sp                         | št                         |                            |                            |                            |                            |
|                            | ȟb                         |                            |                            |                            | st                         | šb                         |                            |                            |                            |                            |
|                            |                            |                            |                            |                            | sb                         |                            |                            |                            |                            |                            |

Els dos dialectes difereixen també en el sufix diminutiu (-daŋ en santee, i -na en yankton-yanktonai i en sisseton) i en una sèrie d'altres qüestions fonètiques que són més difícils de classificar. La següent taula mostra exemples de paraules que difereixen en la seva fonologia.
| Dakota oriental | Dakota oriental | Dakota occidental | Dakota occidental | significat  |
| Santee          | Sisseton        | Yankton           | Yanktonai         |             |
| --------------- | --------------- | ----------------- | ----------------- | ----------- |
| hokšídaŋ        | hokšína         | hokšína           | hokšína           | noi         |
| nína            | nína            | nína              | nína / dína       | molt        |
| hdá             | hdá             | kdá               | gdá               | tornar      |
| hbéza           | hbéza           | kbéza             | gbéza             | solcat      |
| hnayáŋ          | hnayáŋ          | knayáŋ            | gnayáŋ            | mentir      |
| hmúŋka          | hmúŋka          | kmúŋka            | gmúŋka            | atrapar     |
| ahdéškadaŋ      | ahdéškana       | akdéškana         | agdéškana         | llangardaix |

### Diferències lèxiques
També hi ha nombroses diferències lèxiques entre els dos dialectes dakota, així com entre els sub-dialectes. El lèxic yankton-yanktonai de fet és més a prop del lakota del que ho és el santee-sisseton. La següent taula mostra alguns exemples:
| Significat | Santee-sisseton | Yankton-yanktonai | Lakota               | Lakota            |
| Significat | Santee-sisseton | Yankton-yanktonai | Lakota septentrional | Lakota meridional |
| ---------- | --------------- | ----------------- | -------------------- | ----------------- |
| noi        | šičéča          | wakȟáŋyeža        | wakȟáŋyeža           | wakȟáŋyeža        |
| genoll     | hupháhu         | čhaŋkpé           | čhaŋkpé              | čhaŋkpé           |
| ganivet    | isáŋ / mína     | mína              | míla                 | míla              |
| ronyons    | phakšíŋ         | ažúŋtka           | ažúŋtka              | ažúŋtka           |
| barret     | wapháha         | wapȟóštaŋ         | wapȟóštaŋ            | wapȟóštaŋ         |
| encara     | hináȟ           | naháŋȟčiŋ         | naháŋȟčiŋ            | naháŋȟčiŋ         |
| home       | wičhášta        | wičháša           | wičháša              | wičháša           |
| Famèlic    | wótehda         | dočhíŋ            | ločhíŋ               | ločhíŋ            |
| matí       | haŋȟ’áŋna       | híŋhaŋna          | híŋhaŋna             | híŋhaŋni          |
| Afaitar    | kasáŋ           | kasáŋ             | kasáŋ                | glak’óǧa          |

### Diferències gramaticals
El Yankton-Yanktonai els mateixos tres graus d'ablaut que el lakota (a, e, iŋ), mentre en Santee-Sisseton només hi ha dues (a, e). Això impacta significativament la forma de les paraules, especialment en la parla ràpida i és una altra raó pel que el Yankton-yanktonai té millor intel·ligibilitat mútua amb millor amb el lakota que amb el Santee-Sisseton
Alguns exemples:
| Significat        | Anar | Aniré    | to go back | Tornarà       |
| santee-sisseton   | yá   | bdé kte  | hdá        | hdé kte       |
| yankton-yanktonai | yá   | mníŋ kte | kdá/gdá    | kníŋ/gníŋ kte |
| lakota            | yá   | mníŋ kte | glá        | gníŋ kte      |

## Aprenent Dakota: esforços de revitalització de la llengua

### Software i apps de mòbil per aprendre dakhóta
Una app Dakota 1 és disponible iPhone, iPad, i altres dispositius iOS. La web de l'Association on American Indian Affairs ofereix una àmplia selecció de recursos pedagògics dakotah, inclosos CDs, DVDs, flashcards, i software.

### Currículum, llibres de text i altres materials per a l'ensenyament i l'aprenentatge de dakhóta
Un llibre de text, Level 1 Speak Dakota!',' està disponible en la Dakhóta Iápi Okhódakičhiye. Desenvolupat per parlants dakota, mestres, i lingüistes, es tracta del primer llibre de text il·lustrat en dakota consistent lingüísticament i pedagògicament. Els materials per aprendre el dakota es poden aconseguir a la seva web.